# Maki trpasličí
Maki trpasličí (Microcebus murinus) je druh z poloopice rodu maki (Microcebus). Je to jeden z nejmenších druhů primátů, dokonce menší než kosman zakrslý (Callithrix pygmaea).

## Rozšíření
Je rozšířen na západním, jihozápadním a jižním pobřeží Madagaskaru, kde je endemický. Lesy na západním pobřeží jsou v oblasti s vysokými srážkami, kdežto lesy na jižním pobřeží kde je srážek málo jsou polosuché. Klima v obou oblastech podléhá navíc sezónním výkyvům (období dešťů, období sucha).

## Popis
Tato noční poloopice bývá dlouhá 10 až 13 cm a shodně bývá i vysoká, ocas mívá dlouhý až 15 cm. Váží 70 až 100 gramů, váha je závislá na ročním období (zdroje potravy). Má velmi hustou, jemnou srst, která je na hřbetě zbarvena šedě až hnědočerveně, na břiše a hrdle bíle, čelo a líce mívá světlejší než záda. Končetiny má poměrně krátké. Ušní boltce má holé, oči nápadně velké a přizpůsobené k nočnímu vidění. Kratší a tenké řezáky i špičáky vytvářejí tzv. zubní hřebínek.
Pod kořenem ocasu si utváří tukovou zásobu, kterou tráví během období sucha, kdy při nedostatku potravy upadá do až dvouměsíční letargie „zimního spánku“ v dutinách stromů, při které se mu snižuje i tělesná teplota. Samice má dva páry mléčných bradavek, jedny prsní a druhé abdominální, mimo estrální cyklus je u ní pohlavní otvor překryt kožní řasou.

## Strava
Maki trpasličí je klasifikován jako všežravec, je to ale v prvé řadě hmyzožravec, který také občas spásá plody, květy a listy. Konzumuje převážně hmyz a jeho larvy, pavouky, různé bezobratlé živočichy a mláďata drobných obratlovců. Dokonce obývá častěji okraje lesů, protože tam se nachází hmyz častěji než uvnitř. Létající hmyz aktivně chytá za jeho letu.

## Způsob života
Je to opice přebývající převážně v nižších hustých stromových patrech, kde se velmi hbitě pohybuje po čtyřech končetinách a dobře skáče až na vzdálenost i 3 metrů. Přes den spí ve svých hnízdech v dutinách nebo spletených z větviček, samci většinou jednotlivě a samice ve skupinách, které mají dominantní samici. Nacházejí se však i smíšené skupiny s větším počtem samců nebo zase s větším počtem samic.
S nastalým soumrakem se vydávají za potravou, kterou si hledají solitérně, i samice sdružující se přes den do skupin. Přestože si jednotlivá zvířata shánějí potravu samostatně, žijí v podstatě v mnohočetných polygamních skupinách. Členové těchto skupin během noci mezi sebou komunikují, ať již akusticky, pachově nebo vizuálně.
Odborníci rozlišují přes deset různých zvuků, které makiové trpasličí vydávají, od volání dítěte o pomoc, přes pozdrav při setkání známých, výzvu ke shromáždění před úsvitem, přes zvuky vydávané primárním samcem v období říje až po výhrůžné útočné štěkání. Pachové značky dělají jak samci, tak i samice, čím dominantnější, tím více. Dělají je močí, slinami, výkaly a sekrety z pachových žláz a samice v říji i třením pohlavních orgánů o větve. Tímto způsobem komunikují jednak mezi sebou, jednak ohraničují svá území. Vizuální komunikace spočívá v různých postojích, hrbení, otvíráním tlamy a cenění zubů, kývání ocasem apod.

## Rozmnožování
Vlastní páření nastává se souhlasem samice která si zvolí vhodného samce, přestane se vůči němu při jeho přiblížení chovat útočně. Březost samice trvá asi dva měsíce, samice rodí většinou od listopadu do února. V jednom vrhu jsou dvě až tři mláďata vážící 6 až 8 gramů. Kojí je asi 25 dnů, po které zůstávají mláďata s matkou v hnízdě. Mláďata dospívají v samce za 7,  samice za 10 měsíců. Mladí samci většinou odcházejí z rodinných skupin. Maki trpasličí se dožívají průměrně 15 let.

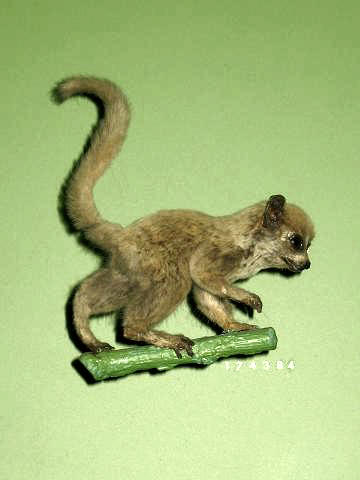
Maki trpasličí v muzeu

Přirozenými nepřáteli jsou kalous, sova, hroznýš, promyka a fosa, největší hrozbou je však odlesňování. Přesto je Maki trpasličí považován za nejhojnějšího z malých domorodých savců.